# Photosedimentation
Die Photosedimentation zählt zu den wichtigsten Verfahren der Partikelgrößenanalyse. Bei dieser Technik wird die Größe von Partikeln bestimmt, indem die Geschwindigkeit gemessen wird, mit der die Teilchen auf den Boden eines Gefäßes sinken (Sedimentationsgeschwindigkeit). Dies geschieht unter kontinuierlicher Messung der Extinktion der Probe.

## Funktionsweise

Überschichtung von Probendispersion und Dispersionsmittel

Im Allgemeinen lässt sich die Photosedimentation als photometrische Messung der Sedimentationsgeschwindigkeit von Partikeln beschreiben. Um diese Messungen zu realisieren, wird zunächst eine Dispersion der zu untersuchenden Probe und einer Flüssigkeit, auch Dispersionsmittel genannt, hergestellt. Bei der Wahl des Dispersionsmittels ist insbesondere zu beachten, dass es eine geringere Dichte hat als die zu untersuchenden Partikel, damit die Partikel im Rahmen einer Sedimentation nach unten sinken können. Weiterhin ist es wichtig, dass die Partikel mit dem Dispersionsmittel nicht reagieren dürfen und dass sie vom Dispersionsmittel laminar umströmt werden.

Die Dispersion wird so lange gerührt, bis angenommen werden kann, dass die Partikel homogen verteilt sind. Ausgehend von dieser Homogenität kann die Sedimentationsgeschwindigkeit der Partikel gemessen werden. Abhängig von der Partikelgröße werden unterschiedliche Verfahren zur Sedimentation angewendet:
- Sind die Partikel größer als 5 μm, wird die Sedimentation durch die Gravitationskraft ausgelöst. Dazu wird die zuvor hergestellte Dispersion ruhen gelassen und die Partikel beginnen aufgrund der Gravitationskraft nach unten zu sinken. Dabei sedimentieren die größten Teilchen am schnellsten und die kleinsten Teilchen am langsamsten.[1]

Modell des Sedimentationsprozesses

- Sind die Partikel hingegen kleiner als 5 μm, würde die Sedimentation, ausgelöst durch die Gravitationskraft, so lange dauern, dass sie von der Brown’schen Bewegung beeinflusst werden würde. Aus diesem Grund wird die Sedimentation durch das Wirken der Zentrifugalkraft beschleunigt.[1] Um gute Messergebnisse zu erhalten, sollte die zuvor hergestellte Probendispersion mit einer Flüssigkeit im Überschichtungsverfahren in eine Zelle der Zentrifuge gefüllt werden.[4][3]

Diese Überschichtung birgt die Gefahr, dass es zu Konvektionsströmungen kommen kann. Aus diesem Grund sollte in der Flüssigkeit zusätzlich ein Dichtegradient vorliegen.
Mit dem Einsetzen der Sedimentation startet die photometrische Messung. Hierfür wird die Probe in einem bestimmten Bereich (Messbereich oder Messebene genannt) bestrahlt und die Transmission bzw. Extinktion gemessen. Diese Größen stehen in Abhängigkeit von der Konzentration der Partikel, weil die Strahlung durch Absorptions-, Brechungs- und Streuerscheinungen der Partikel in der Probe abgeschwächt wird. Ist die Teilchenkonzentration hoch, so ist die Extinktion ebenfalls hoch, weil die Strahlung stark abgeschwächt wird.
Um Aussagen über die Sedimentationsgeschwindigkeit der Partikel treffen zu können und damit auch über ihre Größe, wird die Extinktion in Abhängigkeit von der Zeit gemessen. Dazu wird in der Messebene bestimmt, wann sich die Extinktion ändert. Da die größten Teilchen die höchste Sedimentationsgeschwindigkeit aufweisen, verlassen sie als erstes die Messebene, sodass die Extinktion zu diesem Zeitpunkt abnimmt. Die Extinktion sinkt erneut, sobald die Partikel, die etwas kleiner sind, die Messebene verlassen haben usw. Durch die Anwendung mathematischer Formeln kann über die Extinktion eine Aussage über die Größe der Teilchen gemacht werden. Darauf wird im Abschnitt Mathematischer Hintergrund näher eingegangen.

## Schematischer Aufbau eines Photosedimentationsgerätes
Photosedimentationen werden mithilfe eines Photosedimentationsgerätes durchgeführt. Dabei gibt es entsprechend der Beschreibung im Abschnitt Funktionsweise Geräte, bei denen die Sedimentation in einer Zentrifuge oder solche, bei denen die Sedimentation nur durch Gravitation stattfindet.

Bei den Geräten, bei denen die Sedimentation nur im Gravitationsfeld stattfindet, bestrahlt eine Strahlungsquelle (1) die Probendispersion in der Probenzelle (3) in Höhe der Messebene. Damit nur diese Ebene getroffen wird, wird vor die Probenzelle eine Blende (2) aufgebaut. Die transmittierte Strahlung gelangt zum Probenphotodetektor (4) und wird von dort aus über den Signalprozessor (5) zum Computer (6) geleitet und verarbeitet. Durch den Referenzphotodetektor (7) wird zusätzlich Strahlung der Lichtquelle gemessen.

Schematische Übersicht eines Photosedimentationsgerätes, bei dem die Sedimentation durch Gravitationskraft stattfindet

Wird die Sedimentation durch eine Zentrifuge beschleunigt, so sieht der Aufbau etwas anders aus: Durch einen Motor (1) wird die Zentrifuge (2) angetrieben, die mit einer Probenzelle (3) und einer Referenzzelle (4) gefüllt ist. Diese Zellen werden mit den Lichtquellen (5 und 6) bestrahlt, wobei die transmittierte Strahlung von der Probenzelle auf den Detektor (7) und von der Referenzzelle auf Detektor (8) trifft. Diese Signale werden über den Signalprozessor (9) an den Computer (10) geleitet. Dort werden sie schließlich verarbeitet. Durch den Computer wird über die Kontrollstelle (11) die Geschwindigkeit der Zentrifuge reguliert.

Schematische Übersicht eines Photosedimentationsgerätes, bei dem die Sedimentation durch Zentrifugalkraft stattfindet

## Anwendung
Die Photosedimentation wird allgemein in der Qualitätssicherung eingesetzt. Sie dient dazu, die Größe von z. B. Polymeren und Farbstoffen oder von Partikeln in Medikamenten zu bestimmen. Ein mögliches Einsatzgebiet des vorgestellten Verfahrens ist pharmazeutischen Industrie. Hier werden bspw. Asthmasprays hergestellt, die den Wirkstoff in Form von kleinsten Partikeln direkt in die Lunge abgeben. Aufgrund dieser direkten Abgabe ist es wichtig die Partikelgröße zu kontrollieren, was mithilfe der Photosedimentation geschehen kann.

## Mathematischer Hintergrund
Um das Messprinzip eines Photosedimentationsgerätes zu verstehen, müssen die Abhängigkeit zwischen der Sedimentationsgeschwindigkeit und der Partikelgröße sowie die Beziehung der Extinktion und der Partikelgröße geklärt werden.

### Beziehung zwischen der Sedimentationsgeschwindigkeit und der Partikelgröße
Am einfachsten sind Berechnungen für Partikel durchzuführen, die rund wie eine Kugel sind. Da aber nicht davon ausgegangen werden kann, dass die zu untersuchenden Partikel wie eine Kugel geformt sind, wird ihnen der Äquivalentdurchmesser einer solchen zugeordnet. Dies bedeutet, dass ein Partikel einer Kugel mit einem bestimmten Durchmesser gleichgesetzt wird, die aus dem gleichen Material besteht und die gleiche Sedimentationsgeschwindigkeit besitzt.

Da vor allem sehr kleine Partikel untersucht werden und weil die Partikel vom Dispersionsmittel laminar umströmt werden sollen, kann dieser Durchmesser mithilfe des Gesetzes von Stokes bestimmt werden. Dieser Äquivalentdurchmesser der Partikel nennt sich Stokes-Durchmesser und stellt den Durchmesser in Abhängigkeit von der Geschwindigkeit dar.
Für die Sedimentation durch Gravitation wird der Stokes-Durchmesser wie folgt berechnet:
{\displaystyle \eta } steht hier für die Viskosität des Dispersionsmittels, {\displaystyle \rho _{P}} für die Dichte des Partikels, {\displaystyle \rho _{D}\,} für die Dichte des Dispersionsmittels, {\displaystyle g} für die Erdbeschleunigung und {\displaystyle u} für die Sedimentationsgeschwindigkeit, die sich aus der Sedimentationsstrecke {\displaystyle h} sowie der Zeit {\displaystyle t} zusammensetzt.
Für die Sedimentation in der Zentrifuge lautet die Formel für den Stokes-Durchmesser:
{\displaystyle \omega } steht für die Rotationsgeschwindigkeit, {\displaystyle r_{M}} für den Radius der Messebene und {\displaystyle r_{0}} für den Startpunktradius.
| {\displaystyle F_{G}=\rho _{P}\cdot V_{P}\cdot g} |  |  |  | mit {\displaystyle \rho _{P}:=} Dichte des Partikels, {\displaystyle V_{P}:=} Volumen des Partikels, {\displaystyle g:=} Erdbeschleunigung          |
| {\displaystyle F_{A}=\rho _{D}\cdot V_{P}\cdot g} |  |  |  | mit {\displaystyle \rho _{D}:=} Dichte des Dispersionsmittels, {\displaystyle V_{P}:=} Volumen des Partikels, {\displaystyle g:=} Erdbeschleunigung |
| {\displaystyle F_{R}=u\cdot f}                    |  |  |  | mit {\displaystyle u:=} Absinkgeschwindigkeit bzw. Sedimentationsgeschwindigkeit, {\displaystyle f:=} Reibungskoeffizient                           |

| {\displaystyle V_{P}={\frac {4}{3}}\cdot \pi \cdot r^{3}} |  |  |  | mit {\displaystyle r:=} Radius |

| {\displaystyle f=6\cdot \Pi \cdot \eta \cdot r} |  |  |  | mit {\displaystyle \eta :=} Viskosität des Dispersionsmittels |

| {\displaystyle d_{\text{Stokes}}={\sqrt {{\frac {18\eta }{(\rho _{P}-\rho _{D})\cdot \omega ^{2}\cdot r_{M}}}\cdot u}}} |  |  |  | mit {\displaystyle \omega :=} Rotationsgeschwindigkeit und {\displaystyle r_{M}:=} Radius der Messebene |

### Beziehung zwischen der Extinktion und dem Durchmesser der Partikel
Die Partikel sind so klein, dass die Sedimentationsgeschwindigkeit für einzelne Partikelgrößen nur schwer bestimmt werden kann. Aus diesem Grund muss eine weitere Bezugsgröße herangezogen werden, die von der Partikelgröße abhängig ist und die leichter bestimmt werden kann: Dies ist die Extinktion {\displaystyle A} der Lösung, die bei konstanter Sedimentationsstrecke in Abhängigkeit von der Zeit gemessen wird.

Für die Extinktion der Messung im Gravitationsfeld ist die Sedimentationsstrecke die Höhe der Messebene {\displaystyle h}, wie im Bild im Abschnitt Funktionsweise zu sehen ist. Es gilt:
Für die Extinktion der Messung im Zentrifugalfeld ist die Sedimentationsstrecke die Differenz des Radius der Messebene und des Radius des Startbereiches {\displaystyle r_{M}-r_{0}} und es gilt:
Dabei steht {\displaystyle k} für den Formfaktor, {\displaystyle c} für die Konzentration der Partikel, {\displaystyle h} bzw. {\displaystyle r_{M}-r_{0}} für die Sedimentationsstrecke, {\displaystyle K_{i}} für den Absorptionskoeffizienten der Partikel mit dem Durchmesser {\displaystyle d_{i}} und {\displaystyle n_{i}} für die Anzahl der Partikel mit dem Durchmesser {\displaystyle d_{i}} in der Messebene. Es ist dabei zu beachten, dass der Durchmesser {\displaystyle d_{\text{Stokes}}} der Stokes-Durchmesser zur Zeit {\displaystyle t} ist.

Kommt es nun in der Zeitspanne {\displaystyle t} und {\displaystyle (t+\Delta )} zur Änderung der Extinktion {\displaystyle \Delta A_{t}}, dann befinden sich Partikel mit dem durchschnittlichen Stokes-Durchmesser {\displaystyle d_{i}} in der Messebene.

Für die Messung im Gravitationsfeld gilt also:

Für die Messung in der Zentrifuge gilt entsprechend:

Mithilfe dieser Gleichung ist es möglich, über mathematische Verfahren den durchschnittlichen Durchmesser der Partikel zu berechnen, die sich in der Zeit der Absoprtionsänderung in der Messebene befinden. Dazu muss allerdings bekannt sein, wie sich der Absorptionskoeffizient mit sich ändernder Partikelgröße ändert. Falls dies nicht gegeben ist, wird eine Referenzprobe zur Kalibrierung genutzt.